# Manuela Morano
Manuela Morano (Junín, 1988) es una nadadora argentina. 
En octubre de 2003 el Club River Plate de Buenos Aires la incorporó a su equipo de natación. Ganó el premio a la mejor deportista del club en 2004 y 2005.
En 2005 la Subsecretaria de Deportes del Gobierno Local de Junín decidió becarla dados los resultados obtenidos a nivel nacional y sudamericano.
Fue campeona sudamericana juvenil y ganadora de la Copa Austral, múltiple campeona argentina en Primera Categoría, en el República, en el Interfederativo y en el Metropolitano. Además, hizo 28 récords nacionales.
El 11 de septiembre de 2006, la Subsecretaría de Deportes del Gobierno de la Ciudad Autónoma de Buenos Aires celebró en el Luna Park la entrega de los premios Jorge Newbery a los mejores 53 deportistas del año, y Manuela Morano obtuvo el correspondiente a natación. 